# Berta (peuple)
Pour les articles homonymes, voir Berta.
Les Berta sont une population d'Afrique de l'Est vivant principalement à l'ouest de l'Éthiopie, également au Soudan.

## Ethnonymie
Selon les sources et le contexte, on rencontre différentes formes : Banu, Barta, Beni Changoul, Beni Shangul, Bertas, Bertat, Bertha, Burta, Changalla, Changul, Jebelawi, Wetawit.

## Histoire
Leurs origines se trouvent à Sennar à l'est du Soudan, dans la région de l'ancien sultanat Funj de Sennar (1521-1804). Au cours du XVIe ou XVIIe siècle, ils ont migré vers l'ouest de l'Éthiopie, dans la région moderne de Benishangul-Gumuz. "Benishangul" est une forme arabisée du nom original Bela Shangul, qui signifie "Rocher de Shangul". Il s'agit d'une pierre sacrée située dans une montagne du woreda de Menge, l'un des endroits où les Berta se sont installés à l'origine lorsqu'ils sont arrivés en Éthiopie.

## Population
En Éthiopie, lors du recensement de 2007 portant sur une population totale de 73 750 932 personnes, 208 759 se sont déclarées « Berta ».

## Langues
Ils parlent le berta, une langue nilo-saharienne, dont le nombre total de locuteurs a été estimé à 147 000. 125 000 ont été dénombrés en Éthiopie lors du recensement de 1994, et 22 000 au Soudan. L'amharique est également utilisé.